# 트라이앵글 셔츠웨이스트 공장 화재
1911년 3월 25일 뉴욕 맨해튼 그리니치빌리지 인근에서 발생한 트라이앵글 셔츠웨이스트 공장 화재는 도시 역사상 가장 치명적인 산업 재해이자 미국 역사상 가장 치명적인 산업 재해 중 하나였다. 이 화재로 146명의 의류 노동자(여성과 소녀 123명, 남성 23명이 사망했으며, 이들은 화재, 연기 흡입, 넘어지거나 뛰어내림으로 사망했다. 희생자의 대부분은 최근의 이탈리아인 또는 유대인 이민자 여성과 14세에서 23세 사이의 소녀였다. 나이가 알려진 희생자 중 가장 나이가 많은 희생자는 43세의 프로비덴자 판노이고 가장 어린 희생자는 14세의 케이트 리온과 로사리아 "사라" 말티즈였다.
공장은 워싱턴 스퀘어 공원 근처 23–29 워싱턴 플레이스의 애쉬 빌딩 8, 9, 10층에 위치했다. 1901 건물은 아직도 있고 현재 뉴욕 대학교 (NYU)가 일부 소유한 브라운 건물로 알려진다. 건물은 국립 역사 랜드마크 및 뉴욕시의 랜드 마크로 지정되었다.
계단통과 출구의 문이 잠겨 있기 때문에 – 근로자가 무단으로 휴식을 취하는 것을 방지하고 도난을 줄이기 위해 – 많은 근로자가 불타는 건물에서 탈출할 수 없었고 높은 창문에서 뛰어내렸다. 화재로 인해 개선된 공장 안전 기준을 요구하는 법안이 제정되었으며 노동 착취 공장 근로자의 더 나은 근무 조건을 위해 투쟁 한 국제 여성 의류 노동자 노동 조합 (ILGWU)의 성장에 박차를 가했다.

## 불

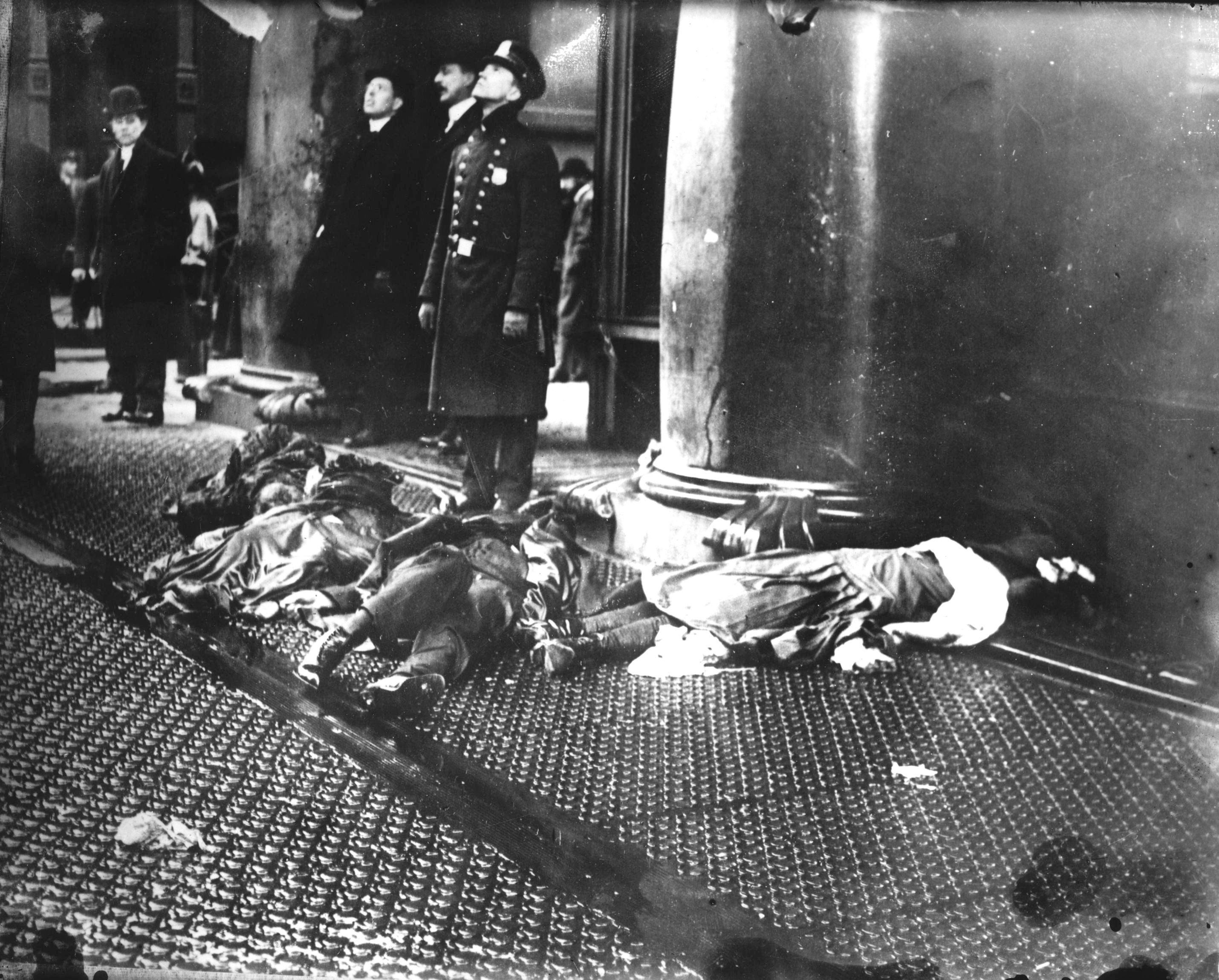
62명 창문에서 뛰어내리거나 추락

## 여파

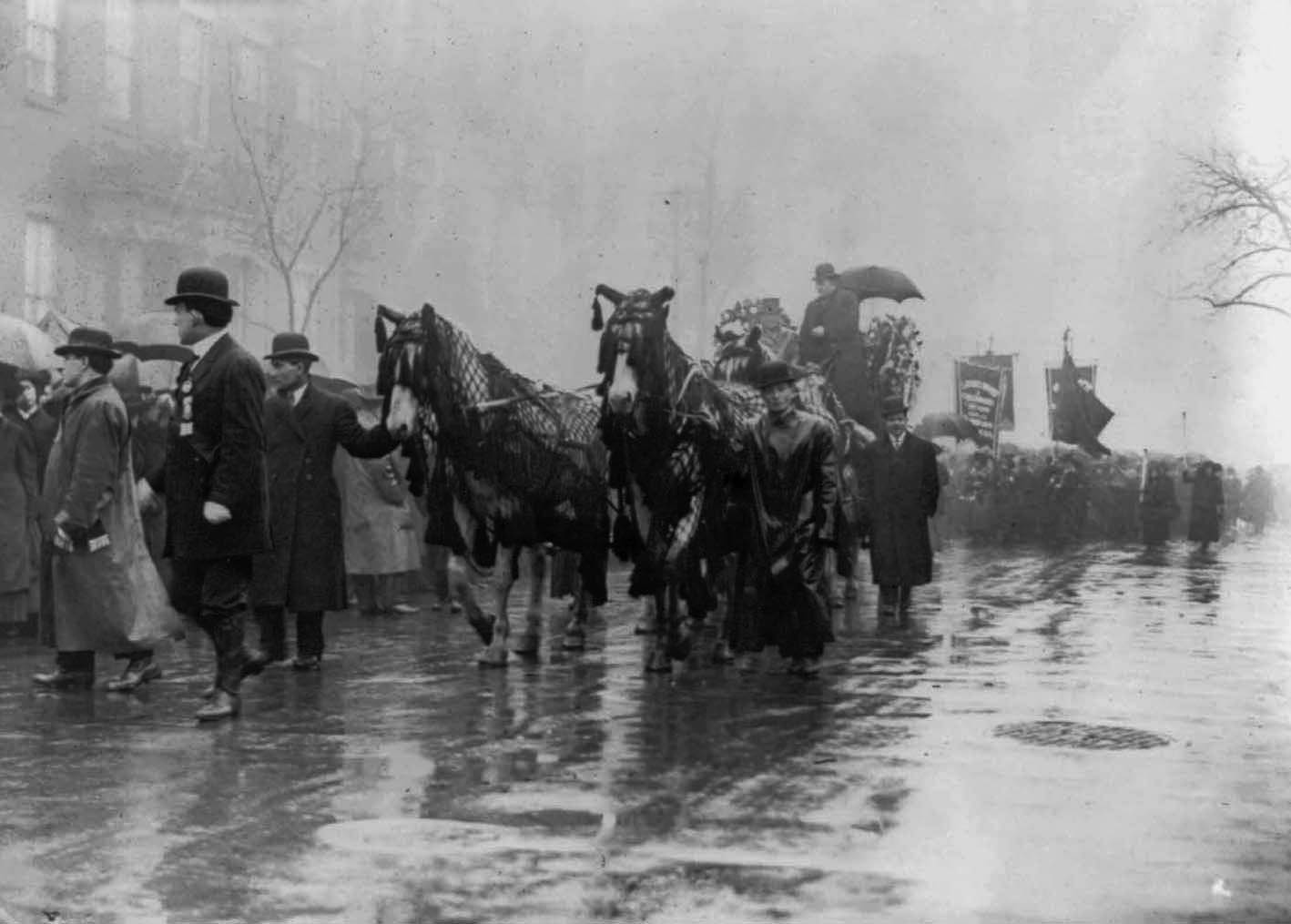
희생자 추모 행렬에 검은 옷을 입은 사람들과 말들

## 결과 및 유산

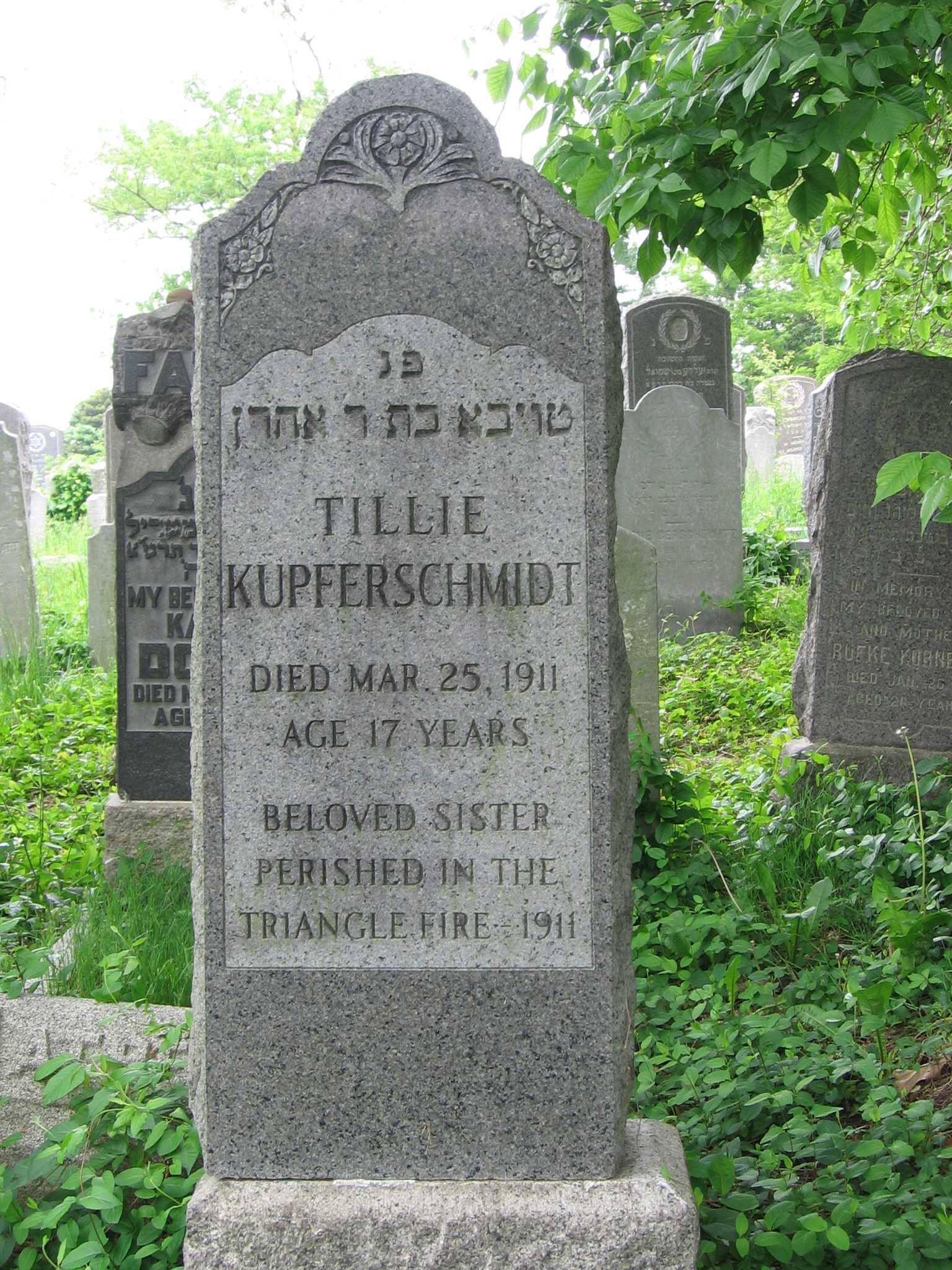
히브리 자유 매장 협회 마운트 리치먼드 공동 묘지에 있는 화재 희생자 틸리 쿠퍼슈미트의 묘비

## 삼각형 화재 연합을 기억하십시오

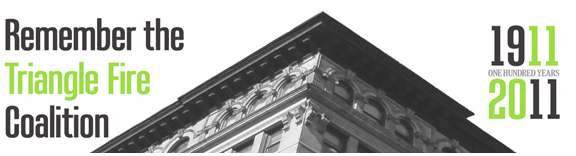
심벌 마크

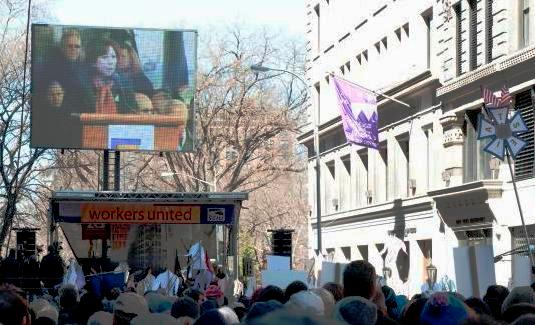
100주년 기념관에서 연설하는 오버헤드 스크린에 보이는 미국 노동부 장관 힐다 솔리스(Hilda Solis); 브라운(Asch) 빌딩이 맨 오른쪽에 있다.

### 센테니얼

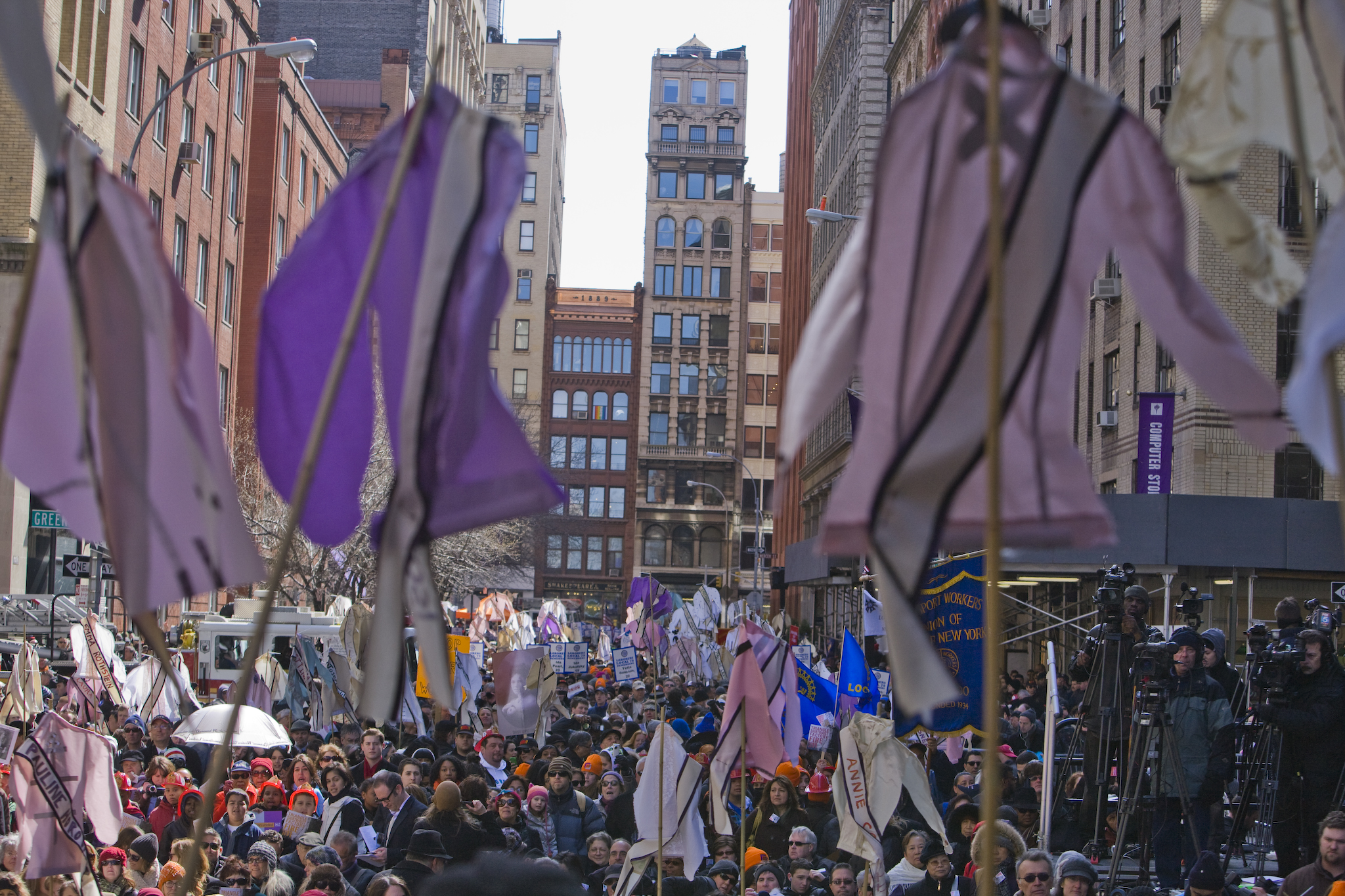
기념식에는 수천 명의 사람들이 모여 들었고, 많은 사람들이 예술가 Annie Lanzillotto가 구상하고 띠에 희생자들의 이름이 적힌 띠에 희생자들의 이름이 적힌 삼각형 화재 연합의 일원이 설계하고 제작한 "146 Shirtwaist-Kites"를 높이 들고 연사를 들었다.

### 영구 기념관

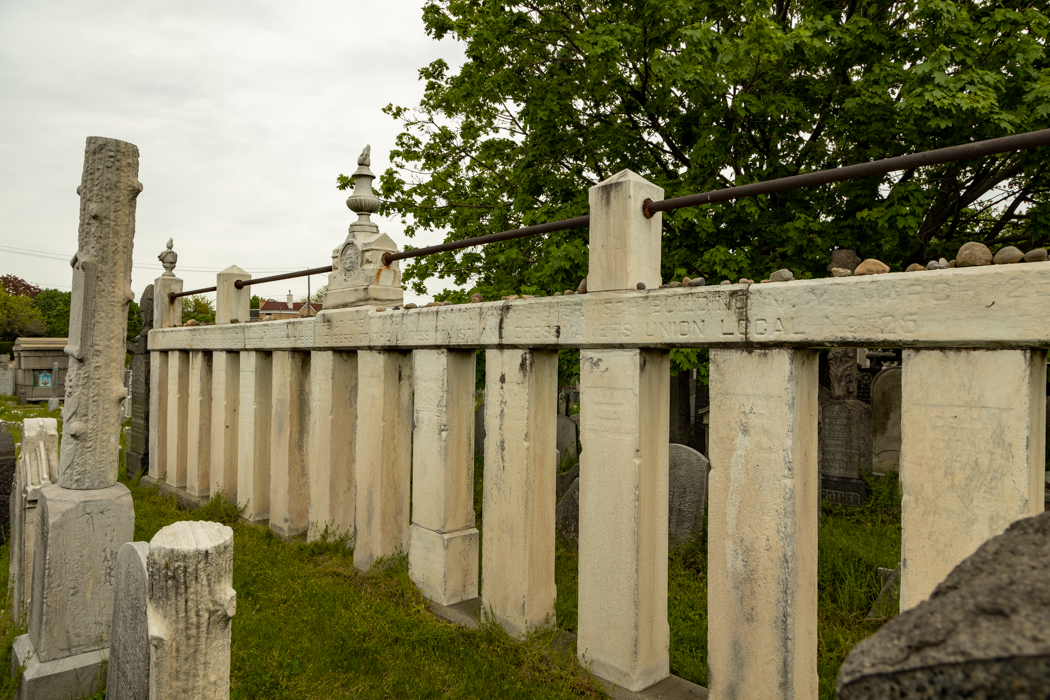
트라이앵글 셔츠웨이스트 팩토리 메모리얼

## 대중문화 속에서
영화 및 텔레비전
음악
연극과 무용
문학

## 같이 보기
- 화성 전지 제조공장 화재 사고

## 참고 문헌
노트